# Nens perduts del franquisme

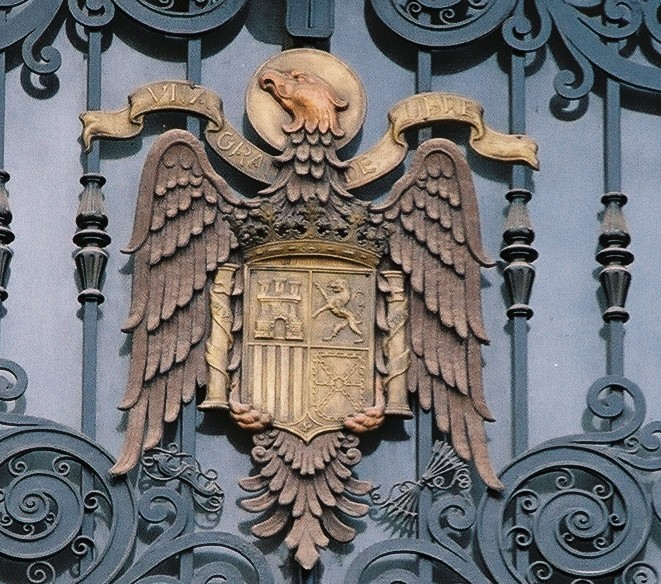
Escut franquista

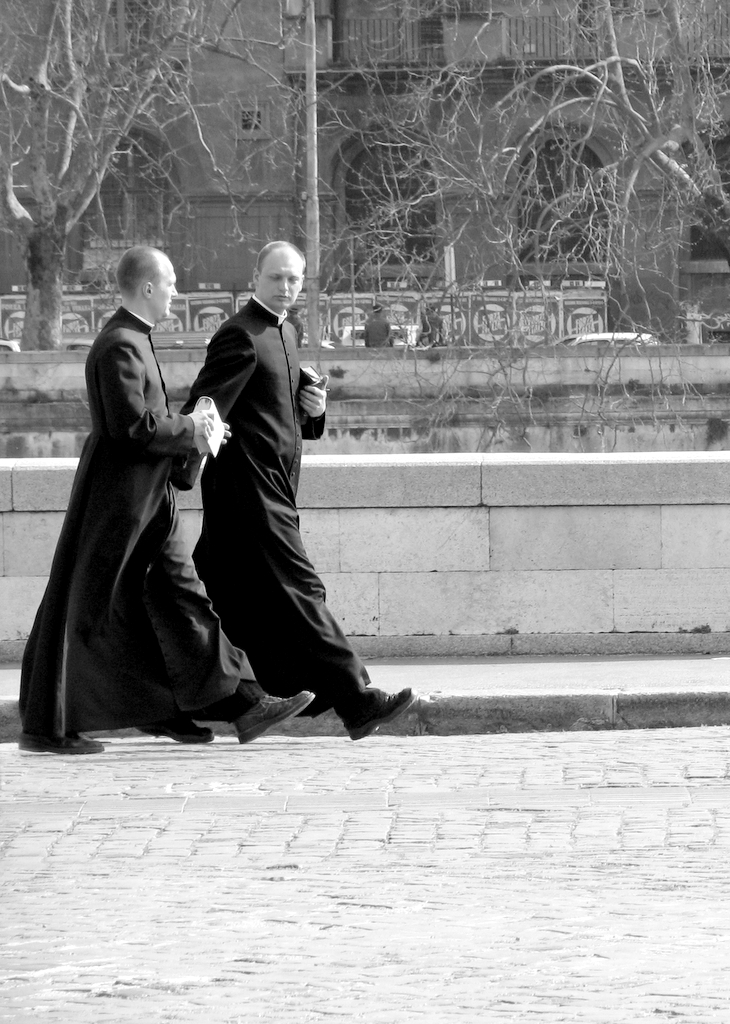
L'Església catòlica va encarregar-se de la formació de les noves generacions del règim. Actualment, aquesta institució es nega a oferir informació sobre els nens perduts del franquisme.

Es coneix per Nens perduts del franquisme o Nens furtats pel franquisme als xiquets víctimes de l'episodi de la història de l'Estat Espanyol ocorregut entre 1937 i 1950, en la primera etapa de la dictadura franquista, temps durant el qual 30.000 menors van ser segrestats i apartats de les seues famílies per ser entregats a persones afins al règim franquista o internats en centres de l'Auxilio Social, hospicis, convents o seminaris, on eren reeducats en els ideals del Movimiento Nacional, arribant alguns a haver de treballar com esclaus llaurant terres.
El novembre de 2017 una dona que fou un dels bebès furtats va ser denunciada per injúries per assenyalar a una monja (Dolores Baena, neboda del pare adoptiu). Aquesta dona, Ascensión López, fou el primer cas de bebè furtat que acabaria condemnat per voler investigar el seu cas.

## Biopolítica
Tot i que amb els anys acabaria derivant en un negoci de tracta de nens, aquest robatori i altres accions eugenèsiques poden considerarse part de la biopolítica franquista, en aquest cas vist des d'una perspectiva biopolitica àmplia, que inclogui la dinàmica artificial de poblacions. Seria un exemple de selecció poblacional, de manera que els nens donats en adopció a famílies afectes creixerien com a fidels seguidors de les consignes franquistes, i com a tals serien individus fàcilment controlables. Segons "Racisme i supremacisme polítics a l'Espanya contemporània", si bé "en aquell moment era normal el robatori d'infants a mares solteres a països feixistes com Itàlia o ultracatòlics com Irlanda, la diferència era que a Espanya es robaren també a dones casades (empresonades o amb el marit empresonat). Els robatoris espanyols a famílies són semblants als robatoris d'infants en algunes zones ocupades pels nazis (per exemple en determinades zones poloneses que els nazis consideraven àries), on la raça es considera correcta, però no el medi familiar". A més de consideracions político-religioses, com es pot inferir, a vegades hi ha un substrat ètnic en aquest tipus de conductes, o amb implicacions que apunten al degeneracionisme.

Això encaixa amb els postulats que l'any 1939 pronunciaria en Vallejo Nágera al llibre La locura y la guerra, com ara:
“la ideologia depenia de una predisposició genètica observable en el fenotip, però actuant sobre l'ambient es podia modificar aquests gens nocius”

### Primera fase: adopcions estatals forçades
En el període posterior a la Guerra Civil Espanyola (1936 a 1939) i als anys 50 es va implantar un programa estatal de reeducació basades en les teories dels psiquiatres franquistes, encapçalades per les Vallejo-Nájera, segons les quals les dones republicanes tenien una tendència innata a la perversió, i eren persones inadecuades, i per això l'estat les havia de prendre els fills per aturar el procés de degeneració racial. Així, a més d'orfes de guerra, força nens de presoneres republicanes foren sostrets i donats a cura de l'església, per exemple en orfenats, o es van donar en adopció a famílies o parelles sense fills afectes al règimen. Sovint se'ls deia que els nadons eren fills de prostitutes sense perspectives.
Amb els cognoms canviats, el 1944 més de 12.000 fills de republicans van ser internats a escoles conventuals o seminaris, i el 1954 la xifra era de més de 30.000. A més dels orfes de guerra, altres tenien els pares a l'exili, o als camps de concentració espanyols o nazis. I també hi havia instruccions precises sobre com els nens que havien estat enviats pels seus pares a França, Bèlgica o els Països Baixos amb la Creu Roja per salvar-los dels horrors de la guerra civil havien de ser "reportats" i després "recatolitzats".
L'Església catòlica romana no només va fer els ulls grossos, sinó que també va legitimar la dictadura en forma de nacionalcatolicisme i, a canvi, es va beneficiar de privilegis i beneficis del tràfic de nens.
Es calcula que en aquesta època foren més de 30.000 nens (nadons, nens petits) les víctimes d'aquestes adopcions forçades.

### Segona fase: adopcions il·legals
Passat el temps, el programa de reeducació oficial va decaure, però va ser substituit per una xarxa criminal de ginecòlegs, sacerdots, l'Església espanyola, jutges, notaris i funcionaris, amb el vist-i-plau oficial. En aquesta segona fase continuaria el segrest de desenes de milers de nens que es prenien a mares solteres amb una o altra excusa, i duraria fins ben entrada la democràcia espanyola. Es venia els nens per "comissions" elevades (que anaven des de les 200.000 pessetes a vora un 1.000.000), que incloien papers falsificats, com ara certificats de naixement. Els nens sovint anaven a parelles sense fills, o a parelles de l'estranger. Sovint se'ls deia a la mare soltera o als pares biològics que el nounat havia nascut mort —l'any 1979, la mortalitat infantil era de més de 9 per cada 1000 nascuts vius, que havia mort a la incubadora, que ja havia tingut lloc l'enterrament, o que l'hospital es feia càrrec de tot. A la clínica privada San Ramón de Madrid, fins i tot es mostrava a les mares un infant mort congelat com a prova.
No obstant això, considerar que en aquesta segona fase només hi havia una motivació econòmica seria curt de vista, perquè en l'època de la dictadura franquista les parelles sense fills eren socialment mal considerades, i encara més les dones solteres amb fills, o mares de fills il·legítims -l'avortament era prohibit-. Hi havia una enorme pressió social perquè aquests nens fossin donats en adopció o se'ls prenia directament el nadó. La trama posava anuncis als diaris oferint allotjament a dones embarassades solteres en pensions gestionades per l'església, així com l'oportunitat de donar a llum de manera gratuïta.
Qualsevol que públicament no estigués d'acord i/o criticés o acusés l'església i l'estat durant aquest temps havia d'esperar la repressió.
El comerç lucratiu de nens adoptats il·legalment continuà fins passada la dècada de 1980 Un canvi en la llei d'adopció el 1987 pretenia posar fi al comerç il·legal, però el segrest de nens va continuar encara més d'una década. Les estimacions del nombre de nens robats varien molt, ja que molts casos romanen en silenci o han mort els progenitors, i els afectats no saben que els van "robar" a la seva mare o que són víctimes d'adopcions il·legals. Les estimacions suposen un total de fins a 300.000 víctimes.

## La situació a les presons franquistes
La situació de les dones republicanes i els seus fills tant fora com dins de les presons franquistes ha estat recollida en nombrosos testimonis en què es parla de tota mena de vexacions. Les condicions de vida a les presons eren deplorables, atés els arrestos massius es vivia en una situació de gran amuntegament, les condicions higièniques eren molt deficients, i els aliments escassejaven. Molts dels nens que van entrar amb les seves mares a les presons van emmalaltir o morir. Els que sobrevivien eren separats de les seves mares i, en molts casos, donats en adopcions il·legals. D'altres anaren a orfenats, i d'altres acabaren en convents, forçats a convertir-se en monges i religiosos. La llei del moment ho emparava, posant el límit de tres anys l'edat en què els menors només podien estar a la presó amb les seves mares.

## Instrucció del jutge Baltasar Garzón
L'any 2008, el jutge Baltasar Garzón va considerar els delictes de detenció il·legal amb desaparició forçada de persones i la sostracció als seus pares de menors, com a crims contra la Humanitat, i que en conseqüència no havien prescrit, atès que moltes víctimes, fills i alguns pares, podien encara estar vius. Per aquest motiu, el magistrat va instar a les institucions, al Ministeri Fiscal i als jutges que investiguesin, sancionessin els culpables, i es reparés les víctimes, de manera que puguesin recuperar la identitat que els va ser arrabassada.
El jutge va incloure calcular en més de 30.000 el nombre de nens tutelats per la dictadura franquista entre 1944 i 1954, però a l'informe no s'indica quina quantitat d'aquests nens van acabar sent adoptats per altres famílies. L'informe també esmentà les principals vies per a la sostracció de menors, incloent-hi els nens que van poder ser repatriats des de l'estranger entre els anys 1939 i 1949, a través d'un entramat d'accions i organismes, principalment el Servei Exterior de Falange. Segons el jutge, als nens els van canviar els cognoms per lliurar-los a famílies afins al règim franquistat
L'any 2012, el llavors ministre de Justícia Alberto Ruiz-Gallardón va anunciar la creació d'un servei d'atenció per als afectats pel cas de nens robats en què s'hi inclou l'elaboració d'un cens de possibles casos.

### Reconeixement del Consell d'Europa
El 2006 el Consell d'Europa va oferir el primer reconeixement internacional als fills sostrets a les preses republicanes.

### Documentals

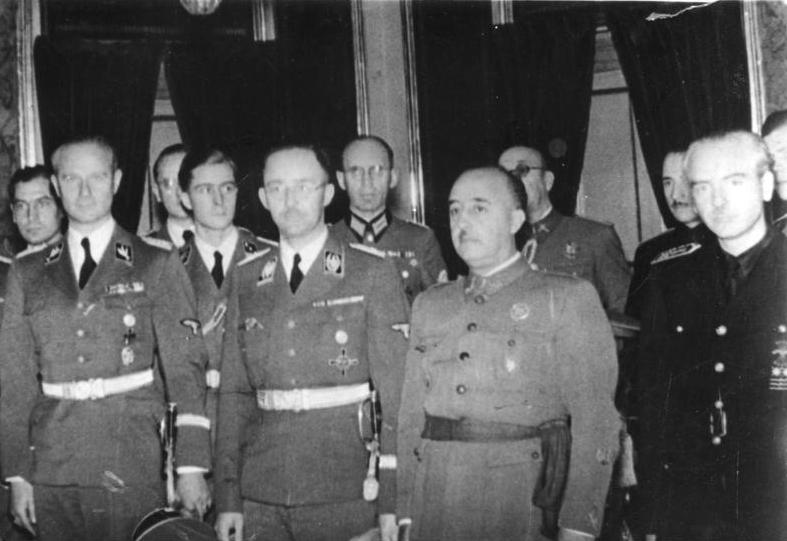
Franco, figura clau en el rapte i segrest de nens, juntament amb el ministre nazi Heinrich Himler.

- Els nens perduts del franquisme. Reportatge de Televisió de Catalunya realitzat per Montserrat Armengou i Ricard Belis i que només ha estat emés a Catalunya, Euskadi i Andalusia, si bé a aquest últim lloc va fer-ho en horari de matinada.[28]
- Los niños que robó Franco Reportatge d'Informe semanal emés per TVE que compila les atrocitats comeses en aquest episodi de la història d'Espanya a càrrec del règim franquista. Segons el magistrat Baltasar Garzón, "el furt de nens que va ocórrer durant el franquisme va ser encara pitjor que el de la dictadura argentina".